# Adler 2 Liter
Az Adler 2 Liter egy középkategóriás családi autó, melyet a frankfurti Adler gyártott 1938 februárja és 1940 között. Az autó az Adler Trumpf közvetlen utódja volt.

## Motor
A kocsit 1910 cm³-es, soros négyhengeres motorral szerelték, melynek a korabeli prospektusok és egyéb források szerint 44 lóerő (33 kW) volt a csúcsteljesítménye, amit 3900-as fordulatszámon adott le, és 110 km/h-s végsebességet biztosított az autónak. A motor néhány apró eltéréstől eltekintve nem volt más, mint az 1936-tól a Trumpfban használt 1645 cm³-es egység nagyobb hengerűrtartalmúvá alakított változata.
Az Adler 2 Liter elsőkerék-meghajtású volt, a hajtás kerekekre való továbbításáról egy szinkronizálatlan, négysebességes manuális sebességváltó gondoskodott. A váltókar a kormányoszlopon helyezkedett el.

## Karosszériák
A vásárlók eleinte három acélkarosszéria közül választhattak, amiket a berlini Ambi Budd gyártott.  Ezek közé tartozott egy "Limousine" elnevezésű négyajtós szedán, egy négy oldalablakos, kétajtós kabrió, valamint még egy, sportosabb kialakítású kabrió, korlátozott férőhellyel a hátsó utasok számára. A 4540 mm hosszúságú karosszériákat egy 2920 mm-es tengelytávú alvázra szerelték. A gyártó ajánlott fogyasztói ára 4350 márka volt a szedán, és 4950 márka a kevésbé sportos kabrió esetében.
Emellett volt még egy áramvonalasabb kialakítású karosszéria a "Limousine" változat számára, melyet az osnabrücki Karmann gyártott. Ez 1939 után is gyártásban maradt, amikor az Ambi Budd karosszériák kikerültek a kínálatból. 1939 után a kabrió karosszériákat a frankfurti Dörr & Schreck készítette, és nagyon hasonlóak voltak az Ambi Budd darabokhoz.

## Gyártási adatok
Az Adler 2 Liter gyártása 1938 és 1940 között folyt, ami alatt összesen 7470 darab készült el. Ez figyelemre méltó szám, főleg annak tudatában, hogy az évek alatt nagyobb hírnévre szert tevő BMW 326-ból 1938-ban 4705, 1939-ben pedig 3313 darab készült. Összességében természetesen a BMW modellből több, mint kétszer annyit, egészen pontosan 15 936 darabot gyártottak, hiszen azt hosszabb ideig, 1936 és 1941 között készítették.